# Espírito Santo
Espírito Santo (phát âm tiếng Bồ Đào Nha: [esˈpiɾitu ˈsɐ̃tu], nghĩa là "Thánh Linh") là một bang của Brasil nằm ở đông nam Brasil. Thủ phủ bang là Vitória, còn thành phố lớn nhất là Vila Velha ngay cạnh. Với đường bờ biển dài, bang có nhiều cảng lớn, những bãi biển nơi đây cũng là điểm thu hút nhiều du khách.
Thủ phủ, Vitória, nằm kế Guarapari, tạo nên vùng đô thị chính cho bang. Ở bắc Espírito Santo là Itaúnas (Conceição da Barra), một điểm du lịch nổi tiếng với thứ nhạc forró và cảnh quan đụn cát.

## Liên kết
| Tìm hiểu thêm về Espírito Santo tại các dự án liên quan |                                   |
| Tìm kiếm Wiktionary                                     | Từ điển từ Wiktionary             |
| Tìm kiếm Commons                                        | Tập tin phương tiện từ Commons    |
| Tìm kiếm Wikinews                                       | Tin tức từ Wikinews               |
| Tìm kiếm Wikiquote                                      | Danh ngôn từ Wikiquote            |
| Tìm kiếm Wikisource                                     | Văn kiện từ Wikisource            |
| Tìm kiếm Wikibooks                                      | Tủ sách giáo khoa từ Wikibooks    |
| Tìm kiếm Wikiversity                                    | Tài nguyên học tập từ Wikiversity |

- (tiếng Bồ Đào Nha) Official Website
- Brazilian Tourism Portal Lưu trữ ngày 12 tháng 12 năm 2007 tại Wayback Machine
- List of Governors of Espírito Santo from 1889 to present day
- (tiếng Bồ Đào Nha) Brazilian Portal with many Information about Espirito Santo and Brazil
- (tiếng Bồ Đào Nha) Photos of Espirito Santo Lưu trữ ngày 15 tháng 3 năm 2010 tại Wayback Machine